# Карл Май (футболіст)
Карл Май (нім. Karl Mai, нар. 27 липня 1928, Фюрт — пом. 15 березня 1993, Фюрт) — західнонімецький футболіст, що грав на позиції півзахисника. По завершенні ігрової кар'єри — тренер.
Виступав, зокрема, за клуб «Фюрт», а також національну збірну Німеччини, у складі якої став чемпіоном світу 1954 року.

## Клубна кар'єра
У дорослому футболі дебютував 1948 року виступами за команду «Фюрт», в якій провів десять сезонів, взявши участь у 182 матчах чемпіонату. У 1950 ріку разом з клубом виграв чемпіонат «Оберліги Зюд».
Протягом 1958—1961 років захищав кольори «Баварії».
Завершував професійну ігрову кар'єру у швейцарському клубі «Янг Фелловз» та австрійському клубі «Дорнбірн», за які виступав протягом 1961—1963 років.

## Виступи за збірну
1953 року дебютував в офіційних матчах у складі національної збірної ФРН. 
У складі збірної був учасником чемпіонату світу 1954 року у Швейцарії, здобувши того року титул чемпіона світу. У фінальному матчу Маю Травня вдалося нейтралізувати дії Шандора Кочиша, який забив на турнірі до того моменту вже 11 голів. Тренер збірної Зепп Гербергер надзвичайно цінував ігровий стиль Карла, якого він порівнював з гравцем збірної Німеччини 1930-х років Андреасом Купфером.
Свій єдиний гол за збірну Карл Май забив 28 травня 1955 року. Це був переможний гол у товариському матчі проти Ірландії.
Протягом кар'єри у національній команді, яка тривала 7 років, провів у формі головної команди країни 21 матч, забивши 1 гол.

## Кар'єра тренера
Після закінчення кар'єри футболіста Карл Май став тренером. Він очолював «Інгольштадт» в сезоні 1963/1964 в Регіональній лізі Зюд. Далі зосередився на роботі з аматорськими командами: «ЕСВ Інгольштадт» (1964/65), MTV «МТВ Інгольштадт» (1965-1967), «Вакер» (Мюнхен) (фіналіст Аматорського чемпіонату 1968 року.), FC Deisenhofen, SV 73 Nürnberg. Також працював вчителем фізкультури в рідному місті Фюрт.

## Особисте життя
Був одружений з 1952 року, шлюб був бездітним. З 1975 року переніс 6 операцій, в основному пов'язаних зі шлунково-кишковим трактом. На початку 1990-х років йому видалили праву легеню. Помер 15 березня 1993 року на 65-му році життя від лейкемії.
У 2004 ріку спортивному комплексу його рідного клубу «Гройтер Фюрт» було дано ім'я Карла Мая.

## Досягнення
- Чемпіон світу: 1954
- Чемпіон Оберліги Зюд (1): 1949/50